# Atalanta Bergamasca Calcio 2004-2005
Questa voce raccoglie le informazioni riguardanti l'Atalanta Bergamasca Calcio nelle competizioni ufficiali della stagione 2004-2005.

## Stagione
La società decise di rinnovare la fiducia al tecnico Andrea Mandorlini, artefice della promozione in Serie A dell'anno precedente: era la prima volta nella sua carriera che allenava nel massimo campionato.
Nonostante le aspettative, la squadra stentò a decollare: i giocatori e il tecnico apparirono inesperti per la categoria e non riuscirono a vincere nemmeno una partita.
Dopo l'ennesima sconfitta, maturata sul campo del Palermo per 1-0 e aver ottenuto 7 punti in 14 giornate, Mandorlini fu sollevato dall'incarico e sostituito con il più esperto Delio Rossi: alla sua seconda partita da allenatore nerazzurro, Rossi riuscì a centrare la prima vittoria contro la Fiorentina.
L'Atalanta sembrava dare segnali di risveglio, grazie anche ad alcuni innesti mirati (in primis quello dell'attaccante nigeriano Makinwa), però non riuscì a dare continuità alle prestazioni (il massimo fu una serie di tre vittorie consecutive).
Le speranze salvezza si infransero nel derby contro il Brescia, vinto dalle rondinelle nel recupero con un rigore vincente fatto ripetere dall'arbitro De Santis, dopo che Alex Calderoni aveva parato il primo tentativo.
La condanna alla retrocessione arrivò alla penultima giornata, quando la rete di Cassano permise alla Roma di vincere all'Azzurri d'Italia: a fine partita i tifosi si alzarono in piedi per applaudire una squadra che, benché retrocessa, aveva lottato fino alla fine.
In Coppa Italia il cammino dell'Atalanta iniziò in piena estate, dove superò il girone eliminatorio con Vicenza, AlbinoLeffe e Pro Patria.
Nel secondo turno i nerazzurri eliminarono la Reggina con due vittorie e guadagnarono così l'accesso agli ottavi, dove trovarono la Juventus.
L'Atalanta vinse la gara di andata in casa per 2-0 e impattò per 3-3 al Delle Alpi, eliminando così i bianconeri: tutte e 5 le reti nerazzurre furono siglate da Lazzari, alla fine capocannoniere della competizione con 9 marcature.
Ai quarti di finale i nerazzurri incontrarono l'Inter, venendo eliminati a seguito di una doppia sconfitta.

## Organigramma societario
Area direttiva
- Presidente: Ivan Ruggeri
- Amministratore delegato: cav. Isidoro Fratus
- Direttore generale: Roberto Zanzi

Area organizzativa
- Segretario generale: Luca Befani
- Team manager: Maurizio Bucarelli

Area tecnica
- Direttore sportivo: Gabriele Messina
- Allenatore: Andrea Mandorlini, poi Delio Rossi
- Vice allenatore: Walter Bonacina, poi Fedele Limone
- Preparatori atletici: Mauro Marini e Giorgio D'Urbano
- Preparatore dei portieri: Nello Malizia

Area sanitaria
- Responsabile sanitario: Bruno Sgherzi
- Medico sociale: Claudio Rigo
- Ortopedico: Aristide Cobelli
- Massaggiatori: Marcello Ginami, Robert Kindt

## Rosa
| N. |                    | Ruolo | Calciatore          |
| -- | ------------------ | ----- | ------------------- |
| 1  | Italia (bandiera)  | P     | Massimo Taibi       |
| 3  | Italia (bandiera)  | D     | Natale Gonnella     |
| 4  | Italia (bandiera)  | C     | Demetrio Albertini  |
| 5  | Italia (bandiera)  | D     | Stefano Lorenzi     |
| 6  | Italia (bandiera)  | D     | Gianpaolo Bellini   |
| 7  | Italia (bandiera)  | C     | Michele Marcolini   |
| 8  | Italia (bandiera)  | C     | Antonino Bernardini |
| 9  | Italia (bandiera)  | A     | Carmine Gautieri    |
| 10 | Brasile (bandiera) | A     | Piá                 |
| 10 | Grecia (bandiera)  | A     | Lampros Choutos     |
| 11 | Croazia (bandiera) | A     | Igor Budan          |
| 13 | Italia (bandiera)  | D     | Duccio Innocenti    |
| 16 | Italia (bandiera)  | D     | Claudio Rivalta     |
| 18 | Italia (bandiera)  | C     | Riccardo Montolivo  |
| 19 | Italia (bandiera)  | C     | Damiano Zenoni      |
| 20 | Italia (bandiera)  | A     | Gianni Comandini    |
| 21 | Italia (bandiera)  | C     | Andrea Lazzari      |
| 22 | Italia (bandiera)  | C     | Nicola Mingazzini   |

| N. |                    | Ruolo | Calciatore               |
| -- | ------------------ | ----- | ------------------------ |
| 23 | Italia (bandiera)  | D     | Daniele Capelli          |
| 24 | Italia (bandiera)  | D     | Luigi Sala               |
| 25 | Italia (bandiera)  | D     | Cesare Natali            |
| 26 | Italia (bandiera)  | D     | Marco Motta              |
| 27 | Italia (bandiera)  | P     | Alex Calderoni           |
| 28 | Italia (bandiera)  | P     | Nicholas Caglioni        |
| 29 | Italia (bandiera)  | A     | Giampaolo Pazzini        |
| 30 | Italia (bandiera)  | P     | Andrea Consigli          |
| 34 | Italia (bandiera)  | A     | Marino Defendi           |
| 35 | Brasile (bandiera) | D     | Adriano                  |
| 53 | Italia (bandiera)  | C     | Giulio Migliaccio        |
| 70 | Italia (bandiera)  | C     | Biagio Pagano            |
| 78 | Italia (bandiera)  | A     | Luca Saudati             |
|    | Italia (bandiera)  | D     | Massimo Gotti            |
| 2  | Italia (bandiera)  | D     | Fabio Rustico            |
| 17 | Brasile (bandiera) | D     | Gleison Pinto dos Santos |
| 33 | Italia (bandiera)  | D     | Mariano Stendardo        |

## Calciomercato

### Sessione estiva
| Acquisti | Acquisti           | Acquisti  | Acquisti                   |
| R.       | Nome               | da        | Modalità                   |
| -------- | ------------------ | --------- | -------------------------- |
| P        | Nicholas Caglioni  | Aglianese | fine prestito              |
| D        | Stefano Lorenzi    | Chievo    | riscatto compartecipazione |
| D        | Mauro Minelli      | Verona    | fine prestito              |
| D        | Cesare Natali      | Bologna   | fine prestito              |
| D        | Claudio Rivalta    | Vicenza   | compartecipazione          |
| D        | Luigi Sala         | Chievo    | fine prestito              |
| C        | Demetrio Albertini |           | svincolato                 |
| C        | Nicola Mingazzini  | Spezia    | riscatto compartecipazione |
| A        | Gianni Comandini   | Genoa     | fine prestito              |
| A        | Piá                | Ascoli    | fine prestito              |
| A        | Fausto Rossini     | Bologna   | fine prestito              |

| Cessioni | Cessioni          | Cessioni       | Cessioni          |
| R.       | Nome              | a              | Modalità          |
| -------- | ----------------- | -------------- | ----------------- |
| D        | Michele Canini    | Sambenedettese | prestito          |
| D        | Stefano Lorenzi   | Arezzo         | prestito          |
| D        | Mauro Minelli     | AlbinoLeffe    | compartecipazione |
| D        | Mohamed Sarr      | Milan          | fine prestito     |
| D        | Vlado Šmit        | Bologna        | fine prestito     |
| C        | Tiberio Guarente  | Verona         | compartecipazione |
| C        | Michele Magrin    | Monza          | prestito          |
| C        | Biagio Pagano     | Sampdoria      | prestito          |
| C        | Alex Pinardi      | Lecce          | compartecipazione |
| A        | Rolando Bianchi   | Cagliari       | rinnovo comp.     |
| A        | Luigi Della Rocca | Bologna        | fine prestito     |
| A        | Fausto Rossini    | Sampdoria      | compartecipazione |
| A        | Davor Vugrinec    | Catania        | compartecipazione |

### Sessione invernale
| Acquisti | Acquisti                 | Acquisti | Acquisti                   |
| R.       | Nome                     | a        | Modalità                   |
| -------- | ------------------------ | -------- | -------------------------- |
| D        | Adriano Pereira da Silva | Palermo  | prestito                   |
| D        | Mariano Stendardo        | Perugia  | prestito                   |
| C        | Giulio Migliaccio        | Ternana  | compartecipazione          |
| A        | Lampros Choutos          | Inter    | prestito                   |
| A        | Stephen Makinwa          | Genoa    | definitivo (5,4 milioni €) |
| A        | Davide Sinigaglia        | Arezzo   | prestito                   |

| Cessioni | Cessioni           | Cessioni   | Cessioni                   |
| R.       | Nome               | a          | Modalità                   |
| -------- | ------------------ | ---------- | -------------------------- |
| D        | Natale Gonnella    | Arezzo     | prestito                   |
| D        | Damiano Zenoni     |            | svincolato                 |
| C        | Demetrio Albertini |            | svincolato                 |
| C        | Carmine Gautieri   | Napoli     | prestito                   |
| A        | Gianni Comandini   | Ternana    | prestito                   |
| A        | Giampaolo Pazzini  | Fiorentina | definitivo (6,5 milioni €) |
| A        | Piá                | Napoli     | definitivo (200.000 €)     |
| A        | Luca Saudati       | Empoli     | prestito                   |

## Risultati

### Serie A

#### Girone di andata
| Arbitro: | Rodomonti (Teramo) |

|                          |           |                           |
| Pazzini 2’ Albertini 52’ | Marcatori | 9’ Giacomazzi 76’ Božinov |

| Arbitro: | De Santis (Roma) |

|                    |           |  |
| Trezeguet 14’, 58’ | Marcatori |  |

| Arbitro: | Paparesta (Bari) |

|                       |           |                                      |
| Budan 25’ Pazzini 84’ | Marcatori | 54’ Stanković 79’ Recoba 87’ Adriano |

| Arbitro: | Ayroldi (Molfetta) |

|             |           |              |
| Vigiani 73’ | Marcatori | 71’ Gautieri |

| Arbitro: | Collina (Viareggio) |

|              |           |           |
| Gautieri 11’ | Marcatori | 85’ Muzzi |

| Arbitro: | Farina (Novi Ligure) |

|                          |           |           |
| Bellucci 37’ Amoroso 60’ | Marcatori | 12’ Budan |

| Arbitro: | Pieri (Lucca) |

|                          |           |                             |
| Pazzini 2’ Montolivo 40’ | Marcatori | 12’ Mau. Esposito 29’ Loria |

| Arbitro: | Bertini (Arezzo) |

|                                          |           |  |
| Tomasson 53’ K'aladze 71’ Serginho 90+2’ | Marcatori |  |

| Arbitro: | De Marco (Chiavari) |

|                    |           |                         |
| Gilardino 40’, 55’ | Marcatori | 45’ Budan 76’ Montolivo |

| Bergamo 7 novembre 2004, ore 15:00 CET 10ª giornata | Atalanta            | 0 – 0 referto | Sampdoria | Stadio Atleti Azzurri d'Italia (12.000 spett.)\| Arbitro: \| Collina (Viareggio) \| |
| Arbitro:                                            | Collina (Viareggio) |               |           |                                                                                     |

| Arbitro: | Saccani (Mantova) |

|                |           |  |
| Tiribocchi 74’ | Marcatori |  |

| Bergamo 14 novembre 2004, ore 15:00 CET 12ª giornata | Atalanta         | 0 – 0 referto | Brescia | Stadio Atleti Azzurri d'Italia (16.000 spett.)\| Arbitro: \| Rosetti (Torino) \| |
| Arbitro:                                             | Rosetti (Torino) |               |         |                                                                                  |

| Arbitro: | Bertini (Arezzo) |

|  |           |             |
|  | Marcatori | 12’ Paredes |

| Arbitro: | Rizzoli (Bologna) |

|             |           |  |
| Brienza 44’ | Marcatori |  |

| Arbitro: | Trefoloni (Siena) |

|  |           |             |
|  | Marcatori | 8’ Iaquinta |

| Arbitro: | Trefoloni (Siena) |

|           |           |  |
| Sullo 18’ | Marcatori |  |

| Arbitro: | Cassarà (Palermo) |

|           |           |  |
| Budan 81’ | Marcatori |  |

| Arbitro: | Tombolini (Ancona) |

|                   |           |               |
| Montella 40’, 53’ | Marcatori | 85’ Marcolini |

| Arbitro: | De Santis (Roma) |

|                |           |            |
| Sinigaglia 20’ | Marcatori | 45’ Chiesa |

#### Girone di ritorno
| Arbitro: | Gabriele (Frosinone) |

|             |           |  |
| Božinov 33’ | Marcatori |  |

| Arbitro: | Collina (Viareggio) |

|                   |           |                                  |
| Thuram 90’ (aut.) | Marcatori | 23’ Olivera 80’ (rig.) Del Piero |

| Arbitro: | Racalbuto (Gallarate) |

|             |           |  |
| Martins 33’ | Marcatori |  |

| Arbitro: | Rizzoli (Bologna) |

|          |           |  |
| Sala 23’ | Marcatori |  |

| Arbitro: | Brighi (Cesena) |

|                            |           |             |
| Bazzani 45+1’ Liverani 89’ | Marcatori | 45’ Makinwa |

| Arbitro: | Palanca (Roma) |

|                           |           |  |
| Marcolini 24’ Makinwa 61’ | Marcatori |  |

| Arbitro: | Ayroldi (Molfetta) |

|                                            |           |                                    |
| Langella 10’ Mau. Esposito 43’ Abeijón 68’ | Marcatori | 18’ Sala 61’ Makinwa 90’ Marcolini |

| Arbitro: | Bertini (Arezzo) |

|             |           |                           |
| Makinwa 73’ | Marcatori | 72’ Ambrosini 90+4’ Pirlo |

| Arbitro: | Pieri (Lucca) |

|             |           |  |
| Adriano 79’ | Marcatori |  |

| Arbitro: | Farina (Novi Ligure) |

|          |           |                       |
| Doni 30’ | Marcatori | 3’ Makinwa 68’ Natali |

| Arbitro: | Paparesta (Bari) |

|                                        |           |  |
| Marcolini 6’ Makinwa 15’ Montolivo 54’ | Marcatori |  |

| Arbitro: | De Santis (Roma) |

|                        |           |  |
| Di Biagio 90+4’ (rig.) | Marcatori |  |

| Reggio Calabria 20 aprile 2005, ore 20:30 CEST 32ª giornata | Reggina       | 0 – 0 referto | Atalanta | Stadio Oreste Granillo (22.000 spett.)\| Arbitro: \| Pieri (Lucca) \| |
| Arbitro:                                                    | Pieri (Lucca) |               |          |                                                                       |

| Arbitro: | Rodomonti (Teramo) |

|          |           |  |
| Sala 89’ | Marcatori |  |

| Arbitro: | Pieri (Lucca) |

|                       |           |            |
| Mauri 2’ Iaquinta 37’ | Marcatori | 4’ Lazzari |

| Arbitro: | Racalbuto (Gallarate) |

|                            |           |              |
| Adriano 49’ Bernardini 53’ | Marcatori | 37’ Zampagna |

| Firenze 15 maggio 2005, ore 15:00 CEST 36ª giornata | Fiorentina       | 0 – 0 referto | Atalanta | Stadio Artemio Franchi (43.000 spett.)\| Arbitro: \| Rodomonti (Roma) \| |
| Arbitro:                                            | Rodomonti (Roma) |               |          |                                                                          |

| Arbitro: | Bertini (Arezzo) |

|  |           |             |
|  | Marcatori | 50’ Cassano |

| Arbitro: | Farina (Novi Ligure) |

|                       |           |           |
| Chiesa 8’ Argilli 80’ | Marcatori | 62’ Budan |

### Coppa Italia

#### Fase a gironi
| Arbitro: | Stefanini (Prato) |

|                                  |           |                                                     |
| Margiotta 26’ Schwoch 87’ (rig.) | Marcatori | 27’ (rig.) Comandini 78’, 79’ Lazzari 90’ Marcolini |

| Arbitro: | Girardi (San Donà di Piave) |

|                                 |           |  |
| Pazzini 41’ Piá 42’ Lazzari 73’ | Marcatori |  |

| Arbitro: | Morganti (Finale Emilia) |

|                          |           |                  |
| Perfetti 73’ Temelin 80’ | Marcatori | 50’, 70’ Pazzini |

#### Fase finale
| Arbitro: | Castellani (Verona) |

|                                                |           |               |
| Budan 23’ Sala 31’ Albertini 64’ Lazzari 90+2’ | Marcatori | 25’ Borriello |

| Arbitro: | Tagliavento (Terni) |

|                  |           |                                       |
| Dionigi 26’ (46) | Marcatori | 4’ Saudati 24’ (rig.), 68’ Bernardini |

| Arbitro: | Bergonzi (Genova) |

|                  |           |  |
| Lazzari 58’, 75’ | Marcatori |  |

| Arbitro: | Ayroldi (Molfetta) |

|                                             |           |                         |
| Natali 4’ (aut.) Zalayeta 33’ Trezeguet 79’ | Marcatori | 10’, 43’, 90+1’ Lazzari |

| Arbitro: | Palanca (Roma) |

|  |           |             |
|  | Marcatori | 71’ Martins |

| Arbitro: | Rizzoli (Bologna) |

|                              |           |  |
| Recoba 30’ Emre 36’ Cruz 55’ | Marcatori |  |

## Statistiche

### Statistiche di squadra
| Competizione | Punti | In casa | In casa | In casa | In casa | In casa | In casa | In trasferta | In trasferta | In trasferta | In trasferta | In trasferta | In trasferta | Totale | Totale | Totale | Totale | Totale | Totale | DR  |
| Competizione | Punti | G       | V       | N       | P       | Gf      | Gs      | G            | V            | N            | P            | Gf           | Gs           | G      | V      | N      | P      | Gf     | Gs     | DR  |
| ------------ | ----- | ------- | ------- | ------- | ------- | ------- | ------- | ------------ | ------------ | ------------ | ------------ | ------------ | ------------ | ------ | ------ | ------ | ------ | ------ | ------ | --- |
| Serie A      | 35    | 19      | 7       | 6       | 6       | 21      | 17      | 19           | 1            | 5            | 13           | 13           | 28           | 38     | 8      | 11     | 19     | 34     | 45     | -11 |
| Coppa Italia | -     | 4       | 3       | 0       | 1       | 9       | 2       | 5            | 2            | 2            | 1            | 12           | 12           | 9      | 5      | 2      | 2      | 21     | 14     | +7  |
| Totale       | -     | 23      | 10      | 6       | 7       | 30      | 19      | 24           | 3            | 7            | 14           | 25           | 40           | 47     | 13     | 13     | 21     | 55     | 59     | -4  |

### Statistiche dei giocatori
| Giocatore     | Serie A  | Serie A | Serie A     | Serie A    | Coppa Italia | Coppa Italia | Coppa Italia | Coppa Italia | Totale   | Totale | Totale      | Totale     |
| Giocatore     | Presenze | Reti    | Ammonizioni | Espulsioni | Presenze     | Reti         | Ammonizioni  | Espulsioni   | Presenze | Reti   | Ammonizioni | Espulsioni |
| ------------- | -------- | ------- | ----------- | ---------- | ------------ | ------------ | ------------ | ------------ | -------- | ------ | ----------- | ---------- |
| Adriano       | 10       | 2       | 1           | 0          | 1            | 0            | 1            | 0            | 11       | 2      | 2           | 0          |
| D. Albertini  | 14       | 1       | 4           | 0          | 2            | 1            | 1            | 0            | 16       | 2      | 5           | 0          |
| G. Bellini    | 29       | 0       | 7           | 0          | 8            | 0            | 0            | 0            | 37       | 0      | 7           | 0          |
| A. Bernardini | 29       | 1       | 2           | 0          | 8            | 2            | 0            | 0            | 37       | 3      | 2           | 0          |
| I. Budan      | 28       | 5       | 3           | 0          | 4            | 1            | 0            | 0            | 32       | 6      | 3           | 0          |
| A. Calderoni  | 17       | 0       | 0           | 0          | 7            | 0            | 0            | 0            | 24       | 0      | 0           | 0          |
| D. Capelli    | 9        | 0       | 3           | 0          | 2            | 0            | 0            | 0            | 11       | 0      | 3           | 0          |
| L. Choutos    | 1        | 0       | 0           | 0          | -            | -            | -            | -            | 1        | 0      | 0           | 0          |
| G. Comandini  | 2        | 0       | 0           | 0          | 1            | 1            | 0            | 0            | 3        | 1      | 0           | 0          |
| M. Defendi    | 1        | 0       | 0           | 0          | -            | -            | -            | -            | 1        | 0      | 0           | 0          |
| C. Gautieri   | 13       | 2       | 2           | 0          | 3            | 0            | 0            | 0            | 16       | 2      | 2           | 0          |
| N. Gonnella   | 9        | 0       | 0           | 0          | 3            | 0            | 0            | 0            | 12       | 0      | 0           | 0          |
| D. Innocenti  | 8        | 0       | 2           | 0          | 5            | 0            | 0            | 0            | 13       | 0      | 2           | 0          |
| A. Lazzari    | 32       | 1       | 2           | 1          | 8            | 9            | 0            | 0            | 40       | 10     | 2           | 1          |
| S. Lorenzi    | 1        | 0       | 0           | 0          | 1            | 0            | 0            | 0            | 2        | 0      | 0           | 0          |
| S. Makinwa    | 17       | 6       | 4           | 0          | 1            | 0            | 0            | 0            | 18       | 6      | 4           | 0          |
| M. Marcolini  | 35       | 4       | 7           | 1          | 8            | 1            | 0            | 0            | 43       | 5      | 7           | 1          |
| G. Migliaccio | 14       | 0       | 3           | 0          | 1            | 0            | 0            | 0            | 15       | 0      | 3           | 0          |
| N. Mingazzini | 27       | 0       | 6           | 0          | 8            | 0            | 2            | 0            | 35       | 0      | 8           | 0          |
| R. Montolivo  | 32       | 3       | 6           | 1          | 6            | 0            | 0            | 0            | 38       | 3      | 6           | 1          |
| M. Motta      | 19       | 0       | 4           | 0          | 3            | 0            | 1            | 0            | 22       | 0      | 5           | 0          |
| C. Natali     | 34       | 1       | 5           | 0          | 5            | 0            | 2            | 0            | 39       | 1      | 7           | 0          |
| B. Pagano     | 6        | 0       | 0           | 0          | 1            | 0            | 0            | 0            | 7        | 0      | 0           | 0          |
| G. Pazzini    | 12       | 3       | 1           | 1          | 4            | 3            | 0            | 0            | 16       | 6      | 1           | 1          |
| Piá           | 10       | 0       | 1           | 0          | 4            | 1            | 0            | 0            | 14       | 1      | 1           | 0          |
| C. Rivalta    | 31       | 0       | 7           | 1          | 7            | 0            | 0            | 0            | 38       | 0      | 7           | 1          |
| L. Sala       | 29       | 3       | 5           | 0          | 8            | 1            | 1            | 0            | 37       | 4      | 6           | 0          |
| L. Saudati    | 5        | 0       | 0           | 0          | 4            | 1            | 0            | 0            | 9        | 1      | 0           | 0          |
| D. Sinigaglia | 12       | 1       | 0           | 0          | 3            | 0            | 0            | 0            | 15       | 1      | 0           | 0          |
| M. Taibi      | 22       | 0       | 0           | 0          | 2            | 0            | 0            | 0            | 24       | 0      | 0           | 0          |
| D. Zenoni     | 17       | 0       | 2           | 0          | 6            | 0            | 3            | 0            | 23       | 0      | 5           | 0          |

### Andamento in campionato
| Giornata  | 1 | 2  | 3  | 4  | 5  | 6  | 7  | 8  | 9  | 10 | 11 | 12 | 13 | 14 | 15 | 16 | 17 | 18 | 19 | 20 | 21 | 22 | 23 | 24 | 25 | 26 | 27 | 28 | 29 | 30 | 31 | 32 | 33 | 34 | 35 | 36 | 37 | 38 |
| --------- | - | -- | -- | -- | -- | -- | -- | -- | -- | -- | -- | -- | -- | -- | -- | -- | -- | -- | -- | -- | -- | -- | -- | -- | -- | -- | -- | -- | -- | -- | -- | -- | -- | -- | -- | -- | -- | -- |
| Luogo     | C | T  | C  | T  | C  | T  | C  | T  | T  | C  | T  | C  | C  | T  | C  | T  | C  | T  | C  | T  | C  | T  | C  | T  | C  | T  | C  | C  | T  | C  | T  | T  | C  | T  | C  | T  | C  | T  |
| Risultato | N | P  | P  | N  | N  | P  | N  | P  | N  | N  | P  | N  | P  | P  | P  | P  | V  | P  | N  | P  | P  | P  | V  | P  | V  | N  | P  | V  | V  | V  | P  | N  | V  | P  | V  | N  | P  | P  |
| Posizione | 6 | 16 | 17 | 19 | 17 | 18 | 20 | 20 | 20 | 20 | 20 | 20 | 20 | 20 | 20 | 20 | 20 | 20 | 20 | 20 | 20 | 20 | 20 | 20 | 20 | 20 | 20 | 20 | 20 | 19 | 20 | 20 | 20 | 20 | 20 | 20 | 20 | 20 |

Legenda:

Luogo: C = Casa; T = Trasferta. Risultato: V = Vittoria; N = Pareggio; P = Sconfitta.